# مورين دوفي
مورين دوفي (بالإنجليزية: Maureen Duffy)‏‏ (21 أكتوبر 1933 - ) كاتبة مسرحية، وكاتبة سيناريو، وروائية، وشاعرة، وناشِطة، ومُدرسة، وكاتِبة من المملكة المتحدة.

## الجوائز
- زمالة الجمعية الإنجليزية ‏
- زميل في الجمعية الملكية للأدب